# Volodymyr Huba
Volodymyr Petrovytj Huba (ukrainska: Володимир Петрович Губа, ryska: Влади́мир Петро́вич Губа; Vladimir Petrovitj Guba), född 22 december 1938, död 3 december 2020, var en ukrainsk tonsättare och poet.

## Biografi
Huba föddes i Kiev och studerade musik vid Kievs konservatorium för professorerna Levko Revutskyj, Borys Ljatosjynskyj och Andrij Sjtoharenko. Han tog examen i komposition. Huba har arbetat som musiklärare, musikredaktör och filmskapare. Filmer med hans musik har fått priser på internationella filmfestivaler. Huba tilldelades titeln Folkets artist Ukraina. Han har komponerat musiken till ett sjuttiotal filmer. 